# Hastings Direct International Championships 2004
Hastings Direct International Championships 2004 — жіночий тенісний турнір, що проходив на кортах з трав'яним покриттям Eastbourne Tennis Centre в Істборні (Велика Британія). Належав до турнірів 2-ї категорії в рамках Туру WTA 2004. Відбувсь утридцяте і тривав з 14 до 19 червня 2004 року.

## Фінальна частина

### Одиночний розряд
Світлана Кузнецова —  Даніела Гантухова 2–6, 7–6(7–2), 6–4
- Для Кузнецової це був 1-й титул в одиночному розряді за сезон і 3-й — за кар'єру.[1]

### Парний розряд
Алісія Молік /  Магі Серна —  Світлана Кузнецова /  Олена Лиховцева 6–4, 6–4
- Для Молік це був 1-й титул в парному розряді за кар'єру.[2] Для Серни це був єдиний титул в парному розряді за сезон і 2-й - за кар'єру.[3]